# Arvid Kramer
Arvid Kramer (Fulda, 2 ottobre 1956) è un ex cestista statunitense, professionista nella NBA, in Germania e in Italia.

## Carriera
Venne selezionato dagli Utah Jazz al terzo giro del Draft NBA 1979 (45ª scelta assoluta).